# Gonzalo Romero (hockeista su pista)
Gonzalo Miguel Romero Lopez (Mendoza, 9 settembre 1992) è un hockeista su pista argentino.

## Palmarès

### Club

#### Competizioni nazionali
- Coppa Italia: 1

Forte dei Marmi: 2016-2017
- Supercoppa italiana: 1

Forte dei Marmi: 2017
- Campionato portoghese: 1

Sporting CP: 2020-2021
- Elite Cup: 1

Sporting CP: 2018

#### Competizioni internazionali
- CERH European League: 2

Sporting CP: 2018-2019, 2020-2021
- Supercoppa d'Europa/Coppa Continentale: 1

Sporting CP: 2019-2020, 2021-2022

### Nazionale
- Campionato mondiale: 1

La Roche-sur-Yon 2015